# Старые Ишли
Ста́рые Ишли́ (тат. Иске Ишле) — село в Дрожжановском районе Республики Татарстан, в составе Новоишлинского сельского поселения.

## География
Село находится в бассейне реки Бездна, в 13 километрах к северо-западу от села Старое Дрожжаное.

## История
Село известно с 1665–1667 годов, по одной из версий, основано в период Казанского ханства.
В 18 – первой половине 19 веков жители относились к категории государственных крестьян. Занимались земледелием, разведением скота, выполняли лашманскую повинность, было распространено отходничество на шахты, фабрики и заводы, сезонные сельскохозяйственные работы.
В «Списке населенных мест по сведениям 1859 года», изданном в 1863 году, населённый пункт упомянут как лашманская деревня Старые Ишли 1-го стана Буинского уезда Симбирской губернии. Располагалась на левом берегу вершины реки Малой Бездны, по правую сторону коммерческого тракта из Буинска в Алатырь, в 57 верстах от уездного города Буинска и в 29 верстах от становой квартиры во владельческой деревне Малая Цыльна. В деревне в 72 дворах жили 627 человек (310 мужчин и 317 женщин). Была мечеть.
В начале 20 века в селе функционировали мечеть, медресе, 5 торгово-промышленных заведений. В этот период земельный надел сельской общины составлял 1378,7 десятины. 
До 1920 года село входило в Мочалеевскую волость Буинского уезда Симбирской губернии. С 1920 года в составе Буинского кантона ТАССР. С 10 августа 1930 года в Дрожжановском, с 1 февраля 1963 года в Буинском, с 30 декабря 1966 года в Дрожжановском районах.

## Население
| 1859 | 1897  | 1913   | 1920   | 1926  | 1938   | 1949  | 1958  | 1970  | 1979  | 1989  | 2002  | 2008  | 2010  | 2018  |
| ---- | ----- | ------ | ------ | ----- | ------ | ----- | ----- | ----- | ----- | ----- | ----- | ----- | ----- | ----- |
| 627  | 817 ↗ | 1001 ↗ | 1050 ↗ | 998 ↘ | 1331 ↗ | 939 ↘ | 814 ↘ | 913 ↗ | 598 ↘ | 339 ↘ | 334 ↘ | 312 ↘ | 301 ↘ | 234 ↘ |

Национальный состав села - татары.

## Экономика
Основное занятие населения – полеводство, мясо-молочное скотоводство.

## Социальная инфраструктура
Средняя школа, клуб, библиотека, фельдшерско-акушерский пункт.

## Мемориальные объекты
Стела погибшим в годы Великой Отечественной войны.

## Религиозные объекты
Мечеть.